# 西島大介のひらめき☆マンガ学校
西島大介のひらめき☆マンガ学校（にしじまだいすけのひらめきマンガがっこう）は、講談社BOXが主催する漫画家養成企画。2009年夏開始。キャッチコピーは「参加者全員が100%マンガ家になれる!!」。

## 概要
2009年夏に開始された、講談社BOX主催の漫画家養成企画。期間は約1年間を予定している。漫画家の西島大介、ライターのさやわかがメイン講師を務め、約10回の講義を行う。最終的に、公募によって集まった参加者16名全員を漫画家にするとされている。
7月・8月に1学期の講義（全3回）が行われた。11月22日には公開講義「ひらめき☆マンガ学校 公開講義 ～消えたマンガ原稿67ページ～」がお台場の東京カルチャーカルチャーで行われた。西島大介、さやわか以外の講師は大谷能生、竹熊健太郎、伊藤剛、泉信行。
前身のイベントとして、2008年夏に中野ブロードウェイ内のKOBOCAFEで実施された「西島大介の一日漫画教室」があった。このイベントには漫画家の今日マチ子が生徒として参加していた。
参加者
参加者は応募者135名から選考された16名。
ガンガンONLINEの連載漫画『ちょく!』の原作者谷川イッコや講談社の漫画雑誌『Kiss PLUS』などで連載を持つふみふみこのようなプロの漫画家も参加している。他の参加者は、mot、s=nov、イカイマミ、いのしげ、小田切星児、木村勇、個目拓三、しまどりる、紫揺、はしもとさちこ、火ライツ、まついゆきお、丸木戸サドル、椋鳥稲。
講談社BOXが2008年から2009年にかけて実施した新人批評家養成イベント「東浩紀のゼロアカ道場」が勝ち抜き方式だったのに対し、ひらめきマンガ学校は全員が最後まで参加する方式で行われる。
講義日程
- 1学期（全3回） みんながマンガ家になる!! （2009年7月25日、8月8日、8月23日）
- 2学期（全3回） マンガ家として大活躍!! （2010年5月23日、8月1日、10月31日）
  - ひらめき☆マンガ学校DOMMUNE公開講義 DOMMUNE視聴者全員がマンガ家になれる!! （2010年6月3日） - Ustream上で行われた公開講義。講義録発売記念イベント。
  - ひらめき☆マンガ学校特別集中講義 永野護・FSSとは何か? （2012年10月11日） - コミックナタリー上で行われた特別講義。永野護公認ファンブック『ファイブスター物語 トレーサー Ex.1』発売記念記事。
  - ひらめき☆マンガ学校出張版 in こいこん feat. うえむらちか （2013年7月20日） - 日本SF大会こいこんにて開催された特別講義。
- 3学期（全3回） マンガを超えてどこまでも!? （2013年7月28日、）

## 関連書籍
- 西島大介のひらめき☆マンガ学校 マンガを描くのではない。そこにある何かをそっとマンガと呼んであげればいい。（著：西島大介・さやわか、1学期講義の講義録、講談社BOX、2010年6月1日）
- 西島大介のひらめき☆マンガ学校 マンガ家にはなれない。かけがえのない誰かだけが、君をマンガ家にする。（著：西島大介・さやわか、2学期講義の講義録、講談社BOX、2012年12月17日）

雑誌掲載
- 西島大介の「ひらめき☆マンガ学校」告知特報 - パンドラVol.3（講談社、2009年4月）
  - 2008年夏に行われた「西島大介の一日漫画教室」の様子と、西島大介・さやわか・今日マチ子の鼎談を収録。
- 西島大介の「ひらめき☆マンガ学校」 - パンドラVol.4（講談社、2009年8月）
  - 面接後の最終選考の様子を収録。